# Horst Klinkhammer
Horst Klinkhammer (* 6. März 1939 in Oberhausen) ist ein ehemaliger deutscher Fußballspieler.

## Karriere
Klinkhammer spielte im Alter von 20 Jahren für den Duisburger FV 08 und kam für den Verein von 1959 bis 1962 in der seinerzeit dritthöchsten Spielklasse, der Verbandsliga Niederrhein und – Aufstieg bedingt – in der Saison 1962/63 in der 2. Oberliga West zum Einsatz. In der Saison 1963/64 bestritt er für den Liganeuling VfB Bottrop 32 Punktspiele in der seinerzeit zweithöchsten Spielklasse, der Regionalliga West, in der er fünf Tore erzielte. Nach dem Abstieg seiner Mannschaft schloss er sich der STV Horst-Emscher an, für die er in der Saison 1964/65 in 27 Punktspielen in der Regionalliga West sieben Tore erzielte.
Von  1965 bis 1970 war er in der Regionalliga Südwest für den 1. FSV Mainz 05 in 105 Punktspielen im Einsatz; dabei gelangen ihm 21 Tore. Seine Spielerkarriere ließ er danach in der A-Klasse Rheinhessen-Nord bei der TSG 1846 Mainz-Bretzenheim ausklingen.

## Erfolge
- Niederrheinmeister 1962 und Aufstieg in die 2. Oberliga West